# Dries van Noten
Dries van Noten (* 12. května 1958 Antverpy) je belgický módní návrhář.

## Život
Pochází z oděvnické rodiny, jeho otec vlastnil obchod s pánskými oděvy, zatímco jeho dědeček byl krejčí. Studoval na Antverpské akademii, kterou dokončil v roce 1980. Svou kariéru zahájil v roce 1986, kdy představil svou kolekci v Londýně. Patřil do skupiny označované jako Antverpská šestka (dále například Walter van Beirendonck). Následně obdržel malou objednávku od amerického prodejce luxusního zboží Barneys New York. Svůj první obchod nazvaný Het Modepaleis otevřel v roce 1989 v Antverpách, kde celý život žije a pracuje. Později otevřel obchody například v Tokiu, Hongkongu a Paříži.